# Bahnstrecke Vora–Shkodra
| Brücke über den Mat |                      |                                 |                               |
| Streckenlänge: | 83,5 km              |                                 |                               |
| Spurweite: | 1435 mm (Normalspur) |                                 |                               |
| |                      |                                 |                               |
| \| \| \| von Podgorica \| \| \| \| 104 \| Shkodra \| Shkodra \| \| \| 103 \| Kir (120 m) \| Kir (120 m) \| \| \| 95 \| Drin (Ura e Spatharit, 250 m) \| Drin (Ura e Spatharit, 250 m) \| \| \| 94 \| Ashta-Oberwasserkanal (100 m) \| Ashta-Oberwasserkanal (100 m) \| \| \| 93 \| Mjeda \| Mjeda \| \| \| 88 \| Hajmel \| Hajmel \| \| \| 82 \| Baqel \| Baqel \| \| \| 70 \| Alter Drin \| Alter Drin \| \| \| 69 \| Tunnel von Lezha (190 m) \| Tunnel von Lezha (190 m) \| \| \| 68 \| Lezha \| Lezha \| \| \| 68 \| SH1 \| SH1 \| \| \| 67 \| Alter Drin \| Alter Drin \| \| \| 56 \| Mat (781 m) \| Mat (781 m) \| \| \| 55 \| A1 \| A1 \| \| \| 55 \| von Rrëshen \| von Rrëshen \| \| \| 55 \| Milot \| Milot \| \| \| 49 \| Phosphatfabrik Laç \| Phosphatfabrik Laç \| \| \| 50 \| Laç \| Laç \| \| \| 48 \| Gjorm \| Gjorm \| \| \| 48 \| Holzfabrik Laç \| Holzfabrik Laç \| \| \| 45 \| Mamurras-Kanal (65 m) \| Mamurras-Kanal (65 m) \| \| \| 44 \| Mamurras \| Mamurras \| \| \| 42 \| Droja (100 m) \| Droja (100 m) \| \| \| 40 \| A1 \| A1 \| \| \| 39 \| Kanal von Thumana (45 m) \| Kanal von Thumana (45 m) \| \| \| 35 \| Ishëm (210 m; beschädigt) \| Ishëm (210 m; beschädigt) \| \| \| 33 \| Ishëm \| Ishëm \| \| \| 29 \| Zementwerk Fushë-Kruja \| Zementwerk Fushë-Kruja \| \| \| 29 \| Budull \| Budull \| \| \| 21 \| von und nach Tirana \| von und nach Tirana \| \| \| 20 \| Vora \| Vora \| \| \| \| nach Durrës \| \| \| \| \| Kilometrierung nach HSH-Angaben[1] \| \| |                      |                                 |                               |
| |                      | von Podgorica                   |                               |
| Bahnhof | 104                  | Shkodra                         | Shkodra                       |
| Brücke über Wasserlauf | 103                  | Kir (120 m)                     | Kir (120 m)                   |
| Brücke über Wasserlauf | 95                   | Drin (Ura e Spatharit, 250 m)   | Drin (Ura e Spatharit, 250 m) |
| Brücke über Wasserlauf | 94                   | Ashta-Oberwasserkanal (100 m)   | Ashta-Oberwasserkanal (100 m) |
| Bahnhof | 93                   | Mjeda                           | Mjeda                         |
| Haltepunkt / Haltestelle | 88                   | Hajmel                          | Hajmel                        |
| Haltepunkt / Haltestelle | 82                   | Baqel                           | Baqel                         |
| Brücke über Wasserlauf | 70                   | Alter Drin                      | Alter Drin                    |
| Tunnel | 69                   | Tunnel von Lezha (190 m)        | Tunnel von Lezha (190 m)      |
| Bahnhof | 68                   | Lezha                           | Lezha                         |
| Strecke mit Straßenbrücke | 68                   | SH1                             | SH1                           |
| Brücke über Wasserlauf | 67                   | Alter Drin                      | Alter Drin                    |
| Brücke über Wasserlauf | 56                   | Mat (781 m)                     | Mat (781 m)                   |
| Strecke mit Straßenbrücke | 55                   | A1                              | A1                            |
| Abzweig geradeaus und ehemals von links | 55                   | von Rrëshen                     | von Rrëshen                   |
| Bahnhof | 55                   | Milot                           | Milot                         |
| Abzweig geradeaus und ehemals von links | 49                   | Phosphatfabrik Laç              | Phosphatfabrik Laç            |
| Bahnhof | 50                   | Laç                             | Laç                           |
| Betriebs-/Güterbahnhof Strecke ab hier außer Betrieb | 48                   | Gjorm                           | Gjorm                         |
| Abzweig geradeaus und von links (Strecke außer Betrieb) | 48                   | Holzfabrik Laç                  | Holzfabrik Laç                |
| Brücke über Wasserlauf (Strecke außer Betrieb) | 45                   | Mamurras-Kanal (65 m)           | Mamurras-Kanal (65 m)         |
| Haltepunkt / Haltestelle (Strecke außer Betrieb) | 44                   | Mamurras                        | Mamurras                      |
| Brücke über Wasserlauf (Strecke außer Betrieb) | 42                   | Droja (100 m)                   | Droja (100 m)                 |
| Strecke mit Straßenbrücke (Strecke außer Betrieb) | 40                   | A1                              | A1                            |
| Brücke über Wasserlauf (Strecke außer Betrieb) | 39                   | Kanal von Thumana (45 m)        | Kanal von Thumana (45 m)      |
| Brücke über Wasserlauf (Strecke außer Betrieb) | 35                   | Ishëm (210 m; beschädigt)       | Ishëm (210 m; beschädigt)     |
| Haltepunkt / Haltestelle (Strecke außer Betrieb) | 33                   | Ishëm                           | Ishëm                         |
| Abzweig geradeaus und von links (Strecke außer Betrieb) | 29                   | Zementwerk Fushë-Kruja          | Zementwerk Fushë-Kruja        |
| Dienststation / Betriebs- oder Güterbahnhof (Strecke außer Betrieb) | 29                   | Budull                          | Budull                        |
| Abzweig geradeaus, nach links und von links (Strecke außer Betrieb) | 21                   | von und nach Tirana             | von und nach Tirana           |
| Bahnhof (Strecke außer Betrieb) | 20                   | Vora                            | Vora                          |
| |                      | nach Durrës                     |                               |
| |                      | Kilometrierung nach HSH-Angaben |                               |

Die Bahnstrecke Vora–Shkodra (albanisch Hekurudha Vorë–Shkodër) ist eine Eisenbahnstrecke der Hekurudha Shqiptare, die den Norden Albaniens erschließt. Sie ist 83,5 Kilometer lang und wurde 1985 fertiggestellt, kann aber nicht vollständig befahren werden. Sie ist eingleisig, normalspurig und nicht elektrifiziert.

## Streckenführung
Die Strecke verbindet die Zentren und Industrieanlagen Mittelalbaniens sowie den Hafen Durrës mit dem Norden des Landes, wo sich zahlreiche Bergwerke und weitere Fabriken befinden.
Sie zweigt in Vora von der Bahnstrecke Durrës–Tirana, deren Kilometrierung sie fortführt, ab und führt durch die Küstenebene nach Shkodra, der größten Stadt Nordalbaniens. Sie durchquert meist sehr flaches Gelände, quert aber diverse Flüsse, die aus den Bergen im Osten der Adria zufließen.
Die direkte Verbindungskurve (760 Meter), die in Vora die Strecke nach Shkodra mit der Strecke nach Tirana verbindet, wurde nie vollendet. Baubeginn war 1990 kurz vor dem Zusammenbruch des kommunistischen Regimes, rund zehn Jahre später waren die Gleise wieder abgebaut.

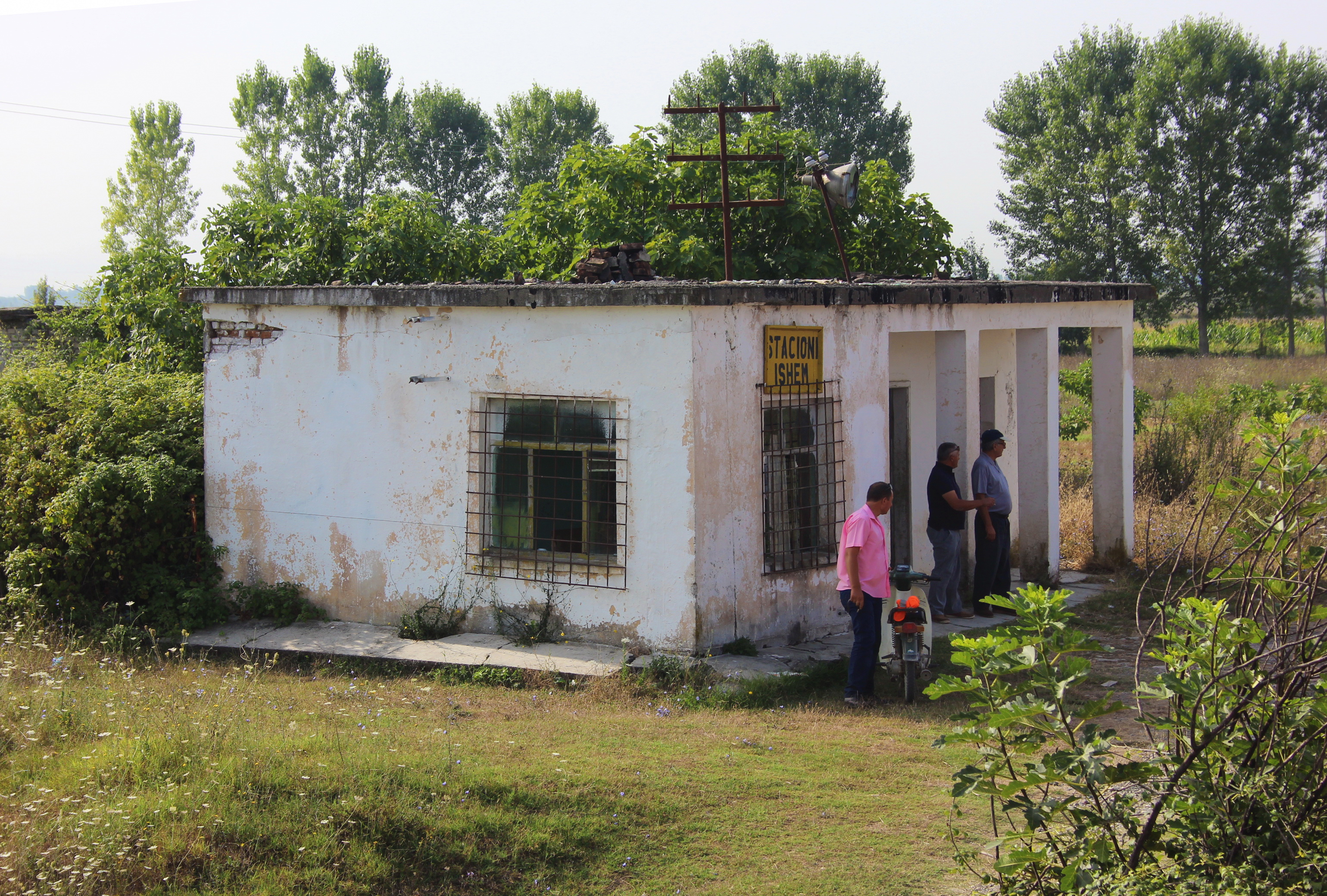
Bahnhof Ishëm (2012)

Die Hügel bei Vora werden in einem breiten, natürlichen Einschnitt durchquert. Hier liegt mit etwas über 60 m ü. A. auch der höchste Punkt der Strecke. Danach geht es am östlichen Hügelfuss unterhalb von Preza nordwärts durch die Ebene von Tirana. Ein ehemaliges Industriegleis zweigte in Budull zum Zementwerk nordöstlich von Fushë-Kruja ab, das 1966 den Betrieb aufnahm. Das Stichgleis ist neun Kilometer lang, wurde 1973 in Betrieb genommen und quert die Ebene von West nach Ost. In Fushë-Kruja bestand eine Ausweichstelle, von der auch Arbeiterzüge in die Fabrik fuhren. Es ist seit 2021 verlassen.
Der Ishëm ist der erste größere Fluss, der von der Hauptstrecke passiert wird. Danach quert sie die Ebene nach Osten, wird bei Thumana von der Autostrada A1 überbrückt und führt durch das Städtchen Mamurras. Von hier aus führt sie am Bergfuß des Skanderbeggebirges nordwärts.

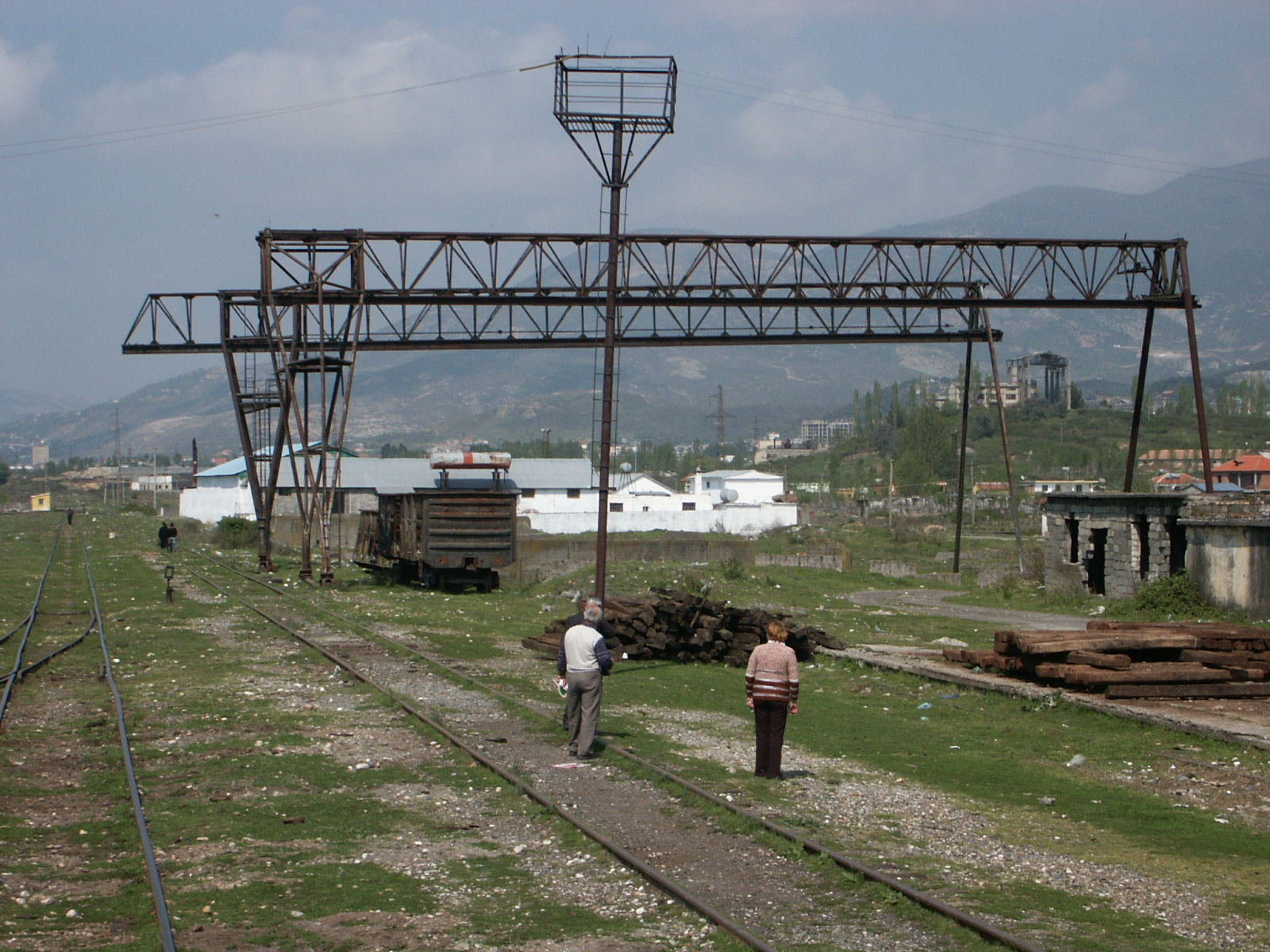
Güterbahnhof Gjorm bei Laç (2001)

In Gjorm südlich von Laç befindet sich ein größeres Betriebswerk – bis 1981 praktisch das Streckenende des 30 Kilometer langen älteren Streckenabschnitts. Ein 3,2 Kilometer langes Industriegleis führte vom Bahnhof Gjorm bis zur Superphosphat- und Sulfurfabrik nördlich von Laç, die in den 1970er Jahren errichtet wurde. An diesem Stichgleis, das die Stadt am westlichen Ortsrand passierte, befand sich auch der erste Bahnhof Laç. Die Fortsetzung der Strecke nach Norden wurde parallel zum Industriegleis rund 600 Meter weiter westlich erbaut. Hier am westlichen Stadtrand wurde auch ein neuer Bahnhof für Laç errichtet.
Im nächsten Ort Milot bestand einst eine Nebenstrecke nach Rrëshen, Teil der nie vollendeten und heute wieder zurückgebauten Bahnstrecke Milot–Klos, die primär die Bergwerke von Bulqiza und Mat sowie die verarbeitenden Industriewerke hätte erschließen sollen. Gleich nördlich von Milot quert die Bahnstrecke den Fluss Mat, der größte Durchbruch durchs Gebirge in dieser Region. Die Brücke von Milot – 781 Meter lang, 14 Meter breit, 7 Meter hoch und mit 22 Öffnungen – galt bei Erstellung Anfang der 1980er Jahre als längste Brücke Albaniens. Es handelt sich um eine kombinierte Eisenbahn- und Straßenbrücke. Nördlich der Brücke hält sich der Bahndamm wiederum lange am östlichen Rand der Ebene, der Straße folgend. Erst rund vier Kilometer südlich von Lezha führt die Strecke in die Ebene hinein, um das Zentrum von Lezhas umgehen zu können. Eine Brücke führt über den Alten Drin, eine weitere Brücke überführt die SH1, bevor die Strecke den Bahnhof Lezha erreicht. Ein Industriegleis von 650 Metern Länge verband den Bahnhof nach Südwesten mit der Papierfabrik.

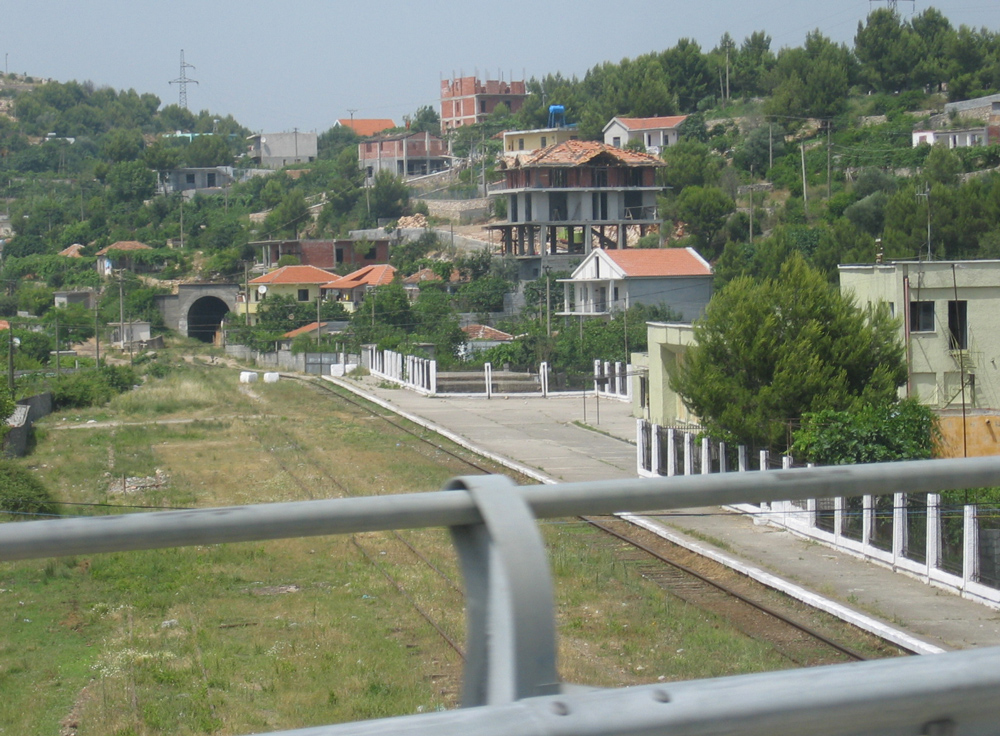
Bahnhof Lezha mit Tunnel (2006)

Der Engpass von Lezha zwischen Hügeln mit Fluss, Straße und Stadt konnte nicht direkt passiert werden, weshalb die Bahnstrecke durch einen kurzen Tunnel gleich nördlich des Bahnhofs führt. Erneut geht es unter der SH1 durch, erneut über den Alten Drin. Die Strecke führt in der Folge inmitten der Zadrima-Ebene weiter nach Norden.
In Mjeda bei Vau-Deja bestand ein weiterer Güterumschlagplatz, über den Erze aus den Bergwerken Nordalbaniens transportiert werden konnten. Neben dem Bahnhof lag zudem ein Tanklager. Bei Vau-Deja tritt der Drin in die Ebene ein, der längste Fluss Albaniens. Dieser wird gleich unterhalb des Damms des Vau-Deja-Stausees nochmals zum Spathara-Becken gestaut. Die Bahnstrecke führt über den Oberwasserkanal des Wasserkraftwerk Ashta, den Damm des Beckens und eine Brücke beim Überlauf, der den Drin mit Wasser versorgt. Auch diese Flusspassage ist für Schienen- und Straßenverkehr ausgelegt.

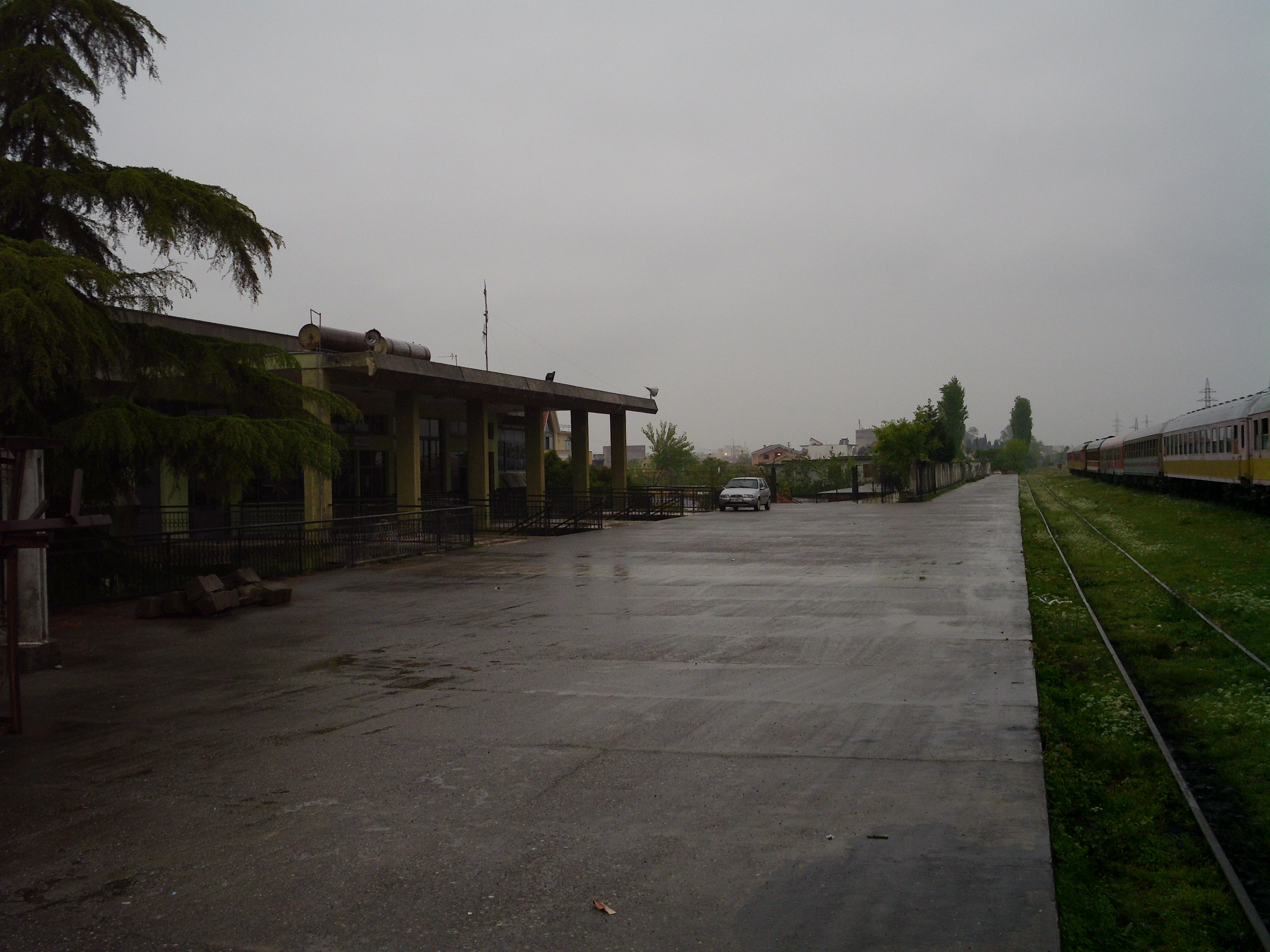
Bahnhof Shkodra (2014)

Wieder am östlichen Rand der Ebene, aber auf direkter Linie geht es über die letzten acht Kilometer nach Shkodra. Am Südostrand der Stadt wird in einer weiteren Bahn- und Straßenbrücke der Kir gequert. Gleich darauf erreicht die Strecke nach 83 Kilometern den Bahnhof Shkodra. Der Bahnhof Shkodra ist im Vergleich zu den meisten anderen Bahnhöfen des Landes ein sehr großer, komfortabler Bau. Güter wurden noch rund 700 Meter weiter nördlich entladen.
Die Strecke besteht aus 375 Kunstbauten.

## Geschichte

### Vorgänger

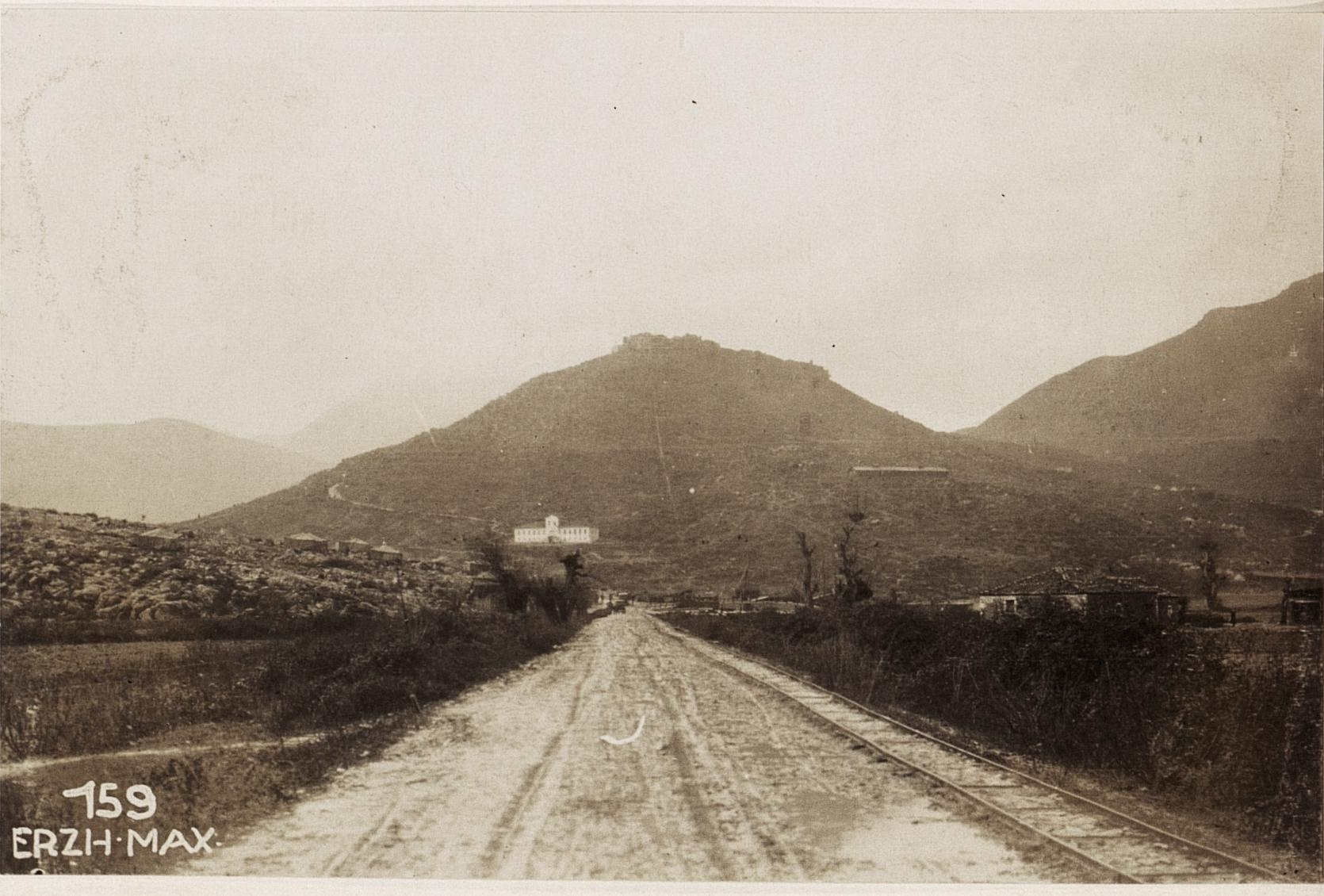
Straße und Feldbahn südlich von Lezha (Erster Weltkrieg)

Auf der Strecke Shkodra–Durrës betrieb die k.u.k. Armee im Ersten Weltkrieg eine Heeresfeldbahn. Mit Pferden und  Kleinlokomotiven brachten sie über diese Feldbahn Güter aus Montenegro zur Front in Südalbanien. Von 1916 bis 1918, als die fehlende Straßenverbindung zwischen Lezha und Vora fertiggebaut und darauf eine Feldbahn erstellt war, wurde der Waren- und Personentransport auf diesem Teilstück mit einer Seilbahn über die versumpfte Küstenebene bewerkstelligt. Beim Rückzug aus Albanien im Herbst 1918 zerstörten die Österreicher mehrheitlich die Bahnanlagen. Die heutige Bahnstrecke folgt eher der Verlauf der Seilbahn als der Trasse der Straße.

### Bau
Der Bau der Bahnstrecke erfolgte in Abschnitten:
Am 7. Mai 1963 wurde der Abschnitt Vora – Laç eingeweiht. Es war die vierte Normalspur-Bahnstrecke, die in Albanien nach dem Zweiten Weltkrieg in Betrieb genommen wurde. Mit den Bauarbeiten am rund 28 Kilometer langen Abschnitt hatte man 1962 begonnen. Zuvor war während über zehn Jahren keine Bahnstrecke mehr gebaut worden. Die Strecke endete eigentlich kurz vor Laç im Nachbardorf Gjorm, wo ein Betriebswerk und Güterbahnhof entstand. In Laç wurden größere Fabriken errichtet; das chemisch-metalllurgische Kombinat produzierte unter anderem Düngemittel.
Der Abschnitt von Laç nach Lezha wurde 1980 in Angriff genommen und im April 1981 in Betrieb genommen. In den 15 Jahren davor waren in Süd- und Südostalbanien diverse Bahnstrecken gebaut worden. Eine Herausforderung auf diesem 22 Kilometer langen Teilstück war die lange Querung des Flusses Mat. In Lezha wurde unter anderem die Papierfabrik erschlossen.
Wenig später, am 25. Januar 1982 konnte auch der Abschnitt von Lezha nach Shkodra eingeweiht werden. Güter wurden hier aber bereits seit dem 11. November 1981 transportiert. Mit dem Tunnel bei Lezha, der langen Brücke über den Drin und der Querung des Kir hatten sich auf diesem 34 Kilometer langem Abschnitt einige Herausforderungen gestellt. Die offizielle Bauzeit betrug lediglich ein Jahr. In Shkodra gab es auch mehrere größere Fabriken, die aber nicht mit einem Industriegleis ans Bahnnetz angeschlossen wurden.
Ein Merkmal für die beiden neueren Abschnitte sind die kombinierten Brücken für Straßen- und Schienenverkehr. Abgesehen von den Brücken und dem Tunnel wurde die Strecke mehrheitlich von Studenten und anderen „Freiwilligen“ in kollektiven Arbeitseinsätzen erbaut, meist ohne maschinelle Unterstützung. Dies hatte zur Folge, dass die Gleise in schlechtem Zustand und nur niedrige Geschwindigkeiten möglich sind.
Am 11. Januar 1985 weihte Albanien dann auch die Bahnstrecke von Shkodra nach Han i Hotit ein. Die Arbeiten an dieser 34 Kilometer langen Eisenbahnstrecke hatten 1982 begonnen. Bis zur Aufnahme des internationalen Bahnverkehrs nach Podgorica in Montenegro sollte es aber noch länger dauern. Am 26. November 1985 wurde in Jugoslawien der nördliche Teil der Strecke eingeweiht. Der regelmäßige Güterverkehr wurde aber erst nach einer Zeremonie am 6. August 1986 aufgenommen.
1989 wurde die 23 Kilometer lange Stichstrecke Milot – Rrëshen in Betrieb genommen, zuerst mit Güterverkehr, kurzzeitig auch Personenverkehr. Die Verbindung hätte bis Klos verlängert werden sollen, wurde aber nie fertiggestellt.

### Betrieb
Die Personenzüge auf der Strecke verkehrten fahrplanmäßig ab Tirana mit Richtungswechsel und Umsetzen der Lokomotive in Vora. Aufgrund des schlechten Zustands der Strecke waren gewisse Passagen immer nur in sehr langsamen Tempo passierbar. 2022 konnte nur mit 5 bis 20 km/h gefahren werden.

### Niedergang nach 1990
1996 wurde die Strecke nach Rrëshen stillgelegt. Auch das Industriegleis nach Fushë-Kruja, das 1996 noch in Betrieb war, wurde später aufgegeben. Der internationale Verkehr über die Grenze war während des Bosnienkriegs und von 1997 bis 2003 infolge des Lotterieaufstands unterbrochen.

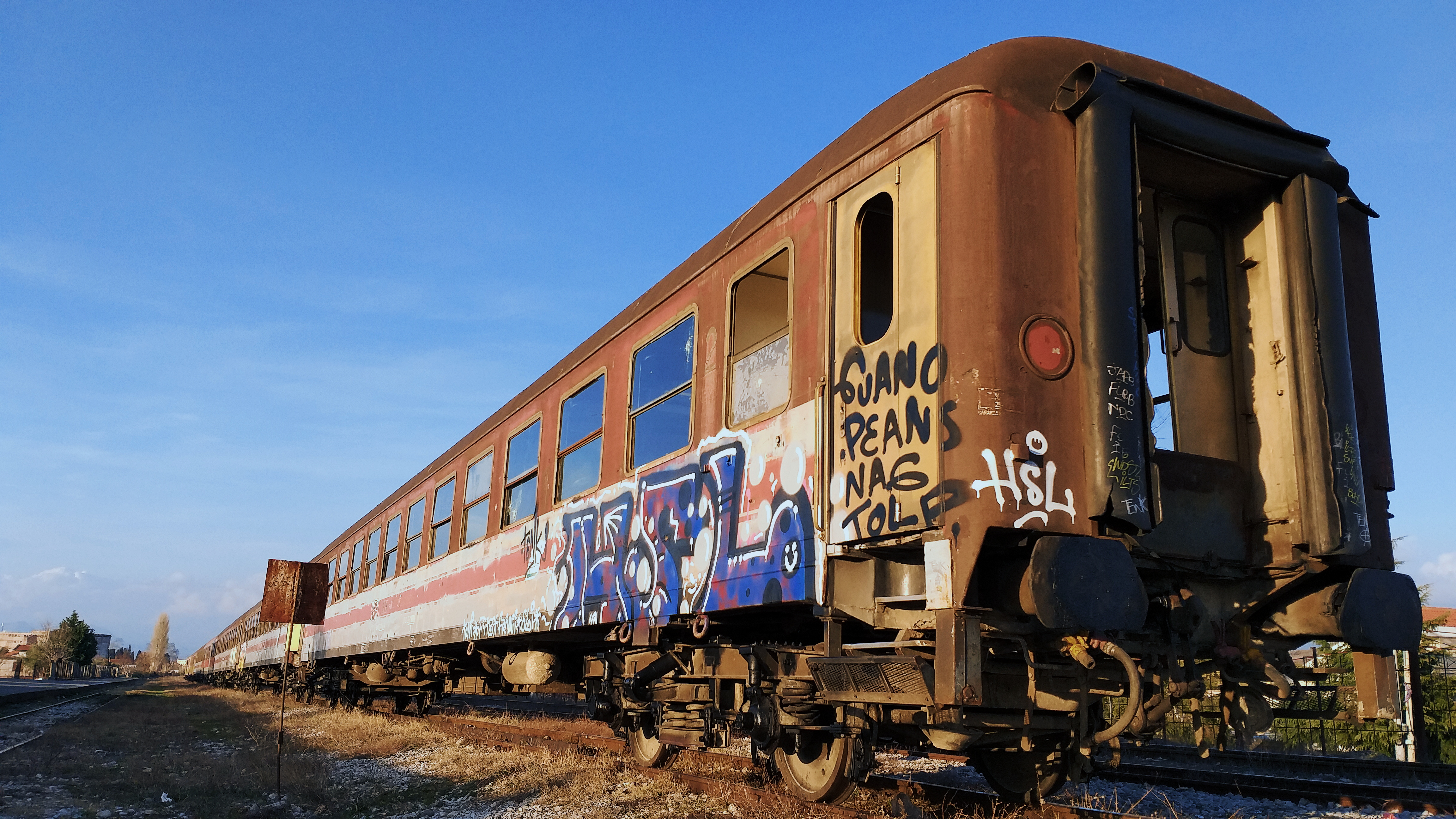
Zug im Bahnhof Shkodra (2019)

Seit dem Erdbeben vom 26. November 2019 war die Strecke zwischen Vora und Mamurras wegen einer beschädigten Brücke über den Ishëm unterbrochen.
Der Abschnitt südlich von Gjorm ist deswegen stillgelegt. Neben Güterverkehr – in der Regel eine tägliche Verbindung pro Richtung zwischen Bajza und Gjorm – verkehren auf der Strecke seit 2021 nur gelegentlich Züge von Shkodra nach Laç, die Pilger zum Antoniuskloster befördern.

## Modernisierungspläne
Eine Modernisierung der Bahnstrecke hat Chancen auf eine Förderung durch die Europäische Union, insbesondere im Rahmen von TEN-T. Die Kosten für die Wiederherstellung der wichtigsten Strecken wurden 2016 mit 100 Millionen Euro für die Strecke Durrës–Han i Hotit und 150 Millionen Euro für die Strecke Durrës–Pogradec  (im Rahmen des Paneuropäischen Verkehrskorridors VIII) geschätzt. 2022 wurde die Finanzierung über 267 Millionen Euro für die Erneuerung der 120 Kilometer langen Bahnstrecke von Vora bis Han i Hotit zugesagt. Die Strecke soll neues Signalsystem erhalten. Nach Abschluss der Arbeiten sollen Züge mit bis zu 120 km/h verkehren können. Auch ein Stichgleis zum Hafen von Shëngjin ist vorgesehen. Im Budget 2024 hat die albanische Regierung 75 Millionen Euro für Arbeiten an der Strecke Vora–Han i Hotit eingeplant – vom Western Balkans Investment Framework und der Europäischen Bank für Wiederaufbau und Entwicklung wurden 380 Millionen Euro für das Projekt gesprochen.
Auch eine Verbindung von Milot zum Netz der Trainkos nach Prizren im Kosovo ist in Diskussion. Sie würde durch gebirgiges Terrain führen, etwa 120 Kilometer lang sein und nach Aussage von 2016 rund eine Milliarde Euro kosten, was nur mit mehrheitlich ausländischer Hilfe finanziert werden könnte. 2021 wurde eine alternative Route von Shkodra über Bajram Curr und den Qafa e Morinës nach Gjakova ins Spiel gebracht. Diese Strecke würde durch noch schwierigeres Gelände führen, ist aber nur 90 Kilometer lang. Es wurde eine Kostenschätzung von 350 Millionen Euro genannt. Die Regierungen der beiden Länder haben beschlossen, das Projekt zu realisieren, und 2022 Gelder für eine Machbarkeitsstudie bewilligt.